# Ajgyržal-2

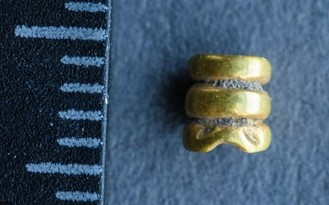
Gouden kraal

Ajgyržal-2 (Kirgizisch: Айгыржал-2) ook geschreven als Aigyr-Zhal-2, is een archeologische site in de stad Naryn op het grondgebied van de Universiteit van Centraal-Azië (UCA) in Kirgizië. Het maakt deel uit van de grotere en complexere site Ajgyržal. De vondsten werden gedateerd van het mesolithicum tot de middeleeuwen. Ajgyržal is de enige vindplaats in de Tiensjan waar bewijs is van menselijke bewoning vanaf het mesolithicum (12e millennium v.Chr.) tot de Turkse periode (13e eeuw n.Chr.).  
De site werd voor het eerst ontdekt in 1953 door Achmat Kibirov. Tijdens de Sovjettijd werd de locatie echter gedeeltelijk verwoest en was het lange tijd onmogelijk om onderzoek te doen. Pas in 2012 werd het voor het eerst onderzocht door een archeologische team onder leiding van Kubat Tabaldiev. De lengte van Ajgyržal-2 bedraagt 300 m, de breedte 100 m en de hoogte van het gebied ligt 2026 m boven de zeespiegel. Sinds 2002 staat het hele Ajgyržal-complex op de lijst van nationaal belang van Kirgizië.

## Opgravingen
De eerste opgravingen van Ajgyržal-2 begonnen in 2012 door Kubat Tabaldiev en andere archeologen. Hij werd uitgenodigd door vertegenwoordigers van de Universiteit van Centraal-Azië, die menselijke botten vonden tijdens de aanleg van een weg die langs de site liep. Tijdens zijn opgravingen vond hij veel grafheuvels uit de bronstijd tot en met de Turkse tijd. 
Nadat hij stenen werktuigen had gevonden, nodigde hij een andere archeologe uit, Aida Abdykanova. Dankzij haar was het mogelijk een diepere cultuurlaag te vinden die terugging tot het mesolithicum (13.100-13.850 BP).
Sinds 2012 vonden er jaarlijks archeologische opgravingen plaats.
In 2013 werden de opgravingen voortgezet door een team bestaande uit studenten van de antropologieafdeling van de American University of Central Asia (AUCA) onder leiding van Aida Abdykanova. Tijdens het onderzoek vond het team een grafheuvel met menselijke resten die gedateerd werden van de late ijzertijd of Sakische periode (8e-3e eeuw v.Chr.). 
In 2014 zetten het archeologische team en studenten van de AUCA de opgravingen van de voorgaande jaren voort. Daarnaast namen ook studenten van de Kirgizische Nationale Universiteit te Bisjkek deel aan de opgravingen. Tijdens deze opgravingen werden veel organische en anorganische materialen gevonden. In 2014 openden archeologen gebied nr. 1, maar slechts 8 m² werden opgegraven. In 2015 en 2016 werden de opgravingen hier echter voortgezet. In 2015 werd het gebied verbreed en 39 m² onderzocht. In 2016 werden er nog eens 13m² onderzocht. In 2017 waren er 2 secties, de eerste sectie was 87 m² en de tweede sectie was 16 m². In 2018 was het doel om dieper te graven en de reeds geopende 103 m² te bestuderen. 
In 2016 werden er veel verschillende materialen gevonden. De belangrijkste vondst was een stenen structuur, waarschijnlijk een muur. In 2018 werd er echter zout gevonden op de structuur, en er werd toen aangenomen dat het ook om een beek zou kunnen gaan.
In 2017 werd besloten om de eerder in 2016 opgegraven delen, waaronder de muurachtige structuur, verder op te graven om de vorm ervan te onthullen. Daarnaast werden er meerdere rituele putten gevonden uit de ijzertijd, het mesolithicum en de bronstijd. Er waren sporen van open haarden te vinden, zoals houtskool, as en aardewerk. Een andere interessante vondst was de stenen structuur, met daarnaast menselijke botten. Waarschijnlijk was dit een grafheuvel, waarvan de op een schoen lijkende vorm aangeeft dat deze waarschijnlijk uit de Xiongnu-periode was. 
In 2018 zette het archeologische team, bestaande uit studenten van de AUCA en de Indiana University onder leiding van A. Abdykanova en A. Pybern, de opgravingen voort. In de rituele kuil uit de ijzertijd werden fragmenten van houtskool, aardewerk en scheepsresten gevonden. Daarnaast werden er visschubben, schelpen, microlithische werktuigen en kernen gevonden. Een interessante vondst was een gouden kraal, vermoedelijk onderdeel van een ketting. Deze werd gevonden aan de westkant van de stenen structuur op de plek waar in 2017 en 2018 menselijke resten werden gevonden. Na analyse van de beenderen werd bevestigd dat de daar begraven persoon een vrouw was. 